# Église orthodoxe russe autonome
L'Église orthodoxe russe autonome (ÉORA ; en anglais : Russian Orthodox Autonomous Church, ROAC) est l'une des nombreuses Églises orthodoxes non canoniques, traditionalistes de Russie issue de l'« Église des catacombes ».
Elle s'organise publiquement dans les années 1990 avec l'assistance de l'Église orthodoxe russe hors frontières avant de s'en séparer. À partir du début des années 2000, elle est en conflit avec le patriarcat de Moscou, soutenu par des groupes nationalistes, qui souhaitent sa réunification à l'Église orthodoxe russe, et par l’État russe. Elle est visée par des poursuites judiciaires croissantes.
Le chef de l'Église porte le titre de « Métropolite de Souzdal et de Vladimir », avec résidence à Souzdal en Russie.

## Histoire

### Contexte
À l'époque communiste, de nombreux croyants orthodoxes de Russie se détachent de l'Église orthodoxe russe, « pensant à juste titre que les hiérarques étaient profondément infiltrés et contrôlés par les agences de renseignement soviétiques telles que le KGB ». Ils se réunissent alors pour former l'Église des catacombes, mais ils sont persécutés, beaucoup sont arrêtés et  torturés, voire assassinés par les autorités soviétiques. Même après la dislocation de l'URSS, un grand nombre de croyants restent affiliés à des congrégations autonomes.

### Fondation de l'ÉORA
En 1990, des survivants de cette Église forment l'Église orthodoxe russe libre, qui se place sous l'autorité de l'Église orthodoxe russe hors frontières, fondée par des émigrés russes fuyant la révolution bolchevique. Leur organisation religieuse est renommée en 1998 « Église orthodoxe russe autonome ». Cependant, en 2008, l'ÉORHF rejoint le patriarcat de Moscou ; elle n'est pas suivie par l'ÉORA qui préfère rester indépendante. Malgré cette indépendance, les deux communautés (ainsi que les orthodoxes vieux-croyants) coexistent, notamment à Souzdal. Pendant près de 15 ans, l'ÉORA travaille à la restauration des églises détruites à l'époque communiste.
En 2021, elle compte environ 60 congrégations, réparties sur le territoire russe mais aussi dans les différentes républiques ex-soviétiques.

### Persécution par des groupes nationalistes et condamnations
Au début des années 2000, une campagne est cependant lancée par deux groupes orthodoxes nationalistes — l'Union des Russes orthodoxes et l'Union des porteurs de bannières de l'Église orthodoxe — dans le but de réunifier de force les groupes orthodoxes autonomes sous l'autorité du patriarcat de Moscou.
En 2009, un tribunal russe confisque 13 églises contrôlée par l'Église orthodoxe russe autonome, décision qui aurait été prise sous la pression des groupes nationalistes russes. Ceux-ci s'opposent à l'existence de toute organisation orthodoxe non subordonnée à l'Église orthodoxe russe. Officiellement, la décision de justice s'appuie sur le fait que ces propriétés appartiennent à l’État russe et non à l'organisation,. Une lettre ouverte est adressée par des militants des droits humains à Dmitri Medvedev, alors président de la fédération de Russie. Ils dénoncent une décision de justice « sans précédent », « comparable » aux persécutions anti-orthodoxes de l'ère soviétique. Estonian World Review estime qu'elle viole la Constitution russe. Selon l'ÉORA, la Cour semblait leur être favorable jusqu'à quelques jours avant la décision finale, ce qui les laisse penser que celle-ci pourrait être « un cadeau » au nouveau patriarche Cyrille de Moscou. La communauté souhaite pouvoir exercer sa foi dans le respect des lois russes, mais est déterminée à poursuivre son activité et pourrait contester cette décision devant la Cour européenne des droits de l'homme.
Le soutien du gouvernement aux actions des militants nationalistes, s'il est confirmé, pourrait au contraire pousser plus de croyants à rejoindre les rangs des communautés autonomes. Selon les militants, cela porterait atteinte au « prestige de l'État russe » et saperait « les espoirs d'instaurer la démocratie et la primauté du droit dans notre pays ».
En 2015, deux reliques conservées dans une cathédrale de l'ÉORA sont récupérées de force par le patriarcat de Moscou. En septembre 2016, le métropolite Feodor, dirigeant de l'Église autonome, et plusieurs évêques sont arrêtés et interrogés par le FSB. Ils sont soupçonnés de « signes d'extrémisme » après avoir dénoncé publiquement, notamment dans des vidéos, la « corruption des tribunaux russes ».
En décembre 2020, un prêtre de l'ÉORA, l'archimandrite Artemy est arrêté et inculpé à Sovetka dans l'oblast de Rostov. Il est accusé d'être un « leader de secte » et condamné à une amende de 5 000 roubles. L'arrêt du tribunal considère pour la première fois l'Église orthodoxe russe autonome comme « non-canonique » et comme une secte. Il ouvre la voie à l'interdiction de ses activités de prosélytisme et des réunions publiques, ainsi qu'à des poursuites contre l’Église autonome.